# Tony Award al miglior attore non protagonista in un musical
Il Tony Award al miglior attore non protagonista in un musical (Best Performance by a Featured Actor in a Musical) è una categoria del Tony Award, e un premio che dal 1947 celebra i migliori attori che hanno ricoperto un ruolo da non protagonista di musical nuovo o revival a Broadway. Dopo il 1956 cominciarono ad essere pubblicati anche i nomi degli artisti candidati.

## Vincitori e candidati

### Anni 1940
- 1947: David Wayne – Finian's Rainbow nel ruolo di Og
  - Nessun nominato

### Anni 1950
- 1950: Myron McCormick – South Pacific nel ruolo di Luther Billis
  - Nessun altro nominato
- 1951: Russell Nype – Call Me Madam nel ruolo di Kenneth Gibson
  - Nessun altro nominato
- 1952: Yul Brynner – The King and I nel ruolo del Re del Siam
  - Nessun altro nominato
- 1953: Hiram Sherman – Two's Company nel ruolo di vari personaggi
  - Nessun altro nominato
- 1954: Harry Belafonte – John Murray Anderson's Almanac nel ruolo di vari personaggi
  - Nessun altro nominato
- 1955: Cyril Ritchard – Peter Pan nel ruolo di Capitan Uncino e Mr. Darling
  - Nessun altro nominato

- 1956: Russ Brown – Damn Yankees nel ruolo di Benny Van Buren
  - Mike Kellin – Pipe Dream
  - Will Mahoney – Finian's Rainbow
  - Scott Merrill – The Threepenny Opera
- 1957: Sydney Chaplin – Bells Are Ringing nel ruolo di Jeff Moss
  - Robert Coote – My Fair Lady
  - Stanley Holloway – My Fair Lady
- 1958: David Burns – The Music Man nel ruolo di Shinn
  - Ossie Davis – Jamaica
  - Cameron Prud'Homme – New Girl in Town
  - Iggie Wolfington – The Music Man
- 1959: Russell Nype – Goldilocks nel ruolo di George Randolph Brown & Leonard Stone – Redhead

### Anni 1960
- 1960: Tom Bosley – Fiorello! nel ruolo di Fiorello La Guardia
  - Theodore Bikel – The Sound of Music
  - Kurt Kasznar – The Sound of Music
  - Howard Da Silva – Fiorello!
  - Jack Klugman – Gypsy
- 1961: Dick Van Dyke – Bye Bye Birdie nel ruolo di Albert Peterson
  - Clive Revill – Irma La Douce
  - Dick Gautier – Bye Bye Birdie
  - Ron Husmann – Tenderloin
- 1962: Charles Nelson Reilly – How to Succeed in Business Without Really Trying nel ruolo di Bud Frump
  - Orson Bean – Subways Are For Sleeping
  - Severn Darden – From the Second City
  - Pierre Olaf – Carnival
- 1963: David Burns – A Funny Thing Happened on the Way to the Forum nel ruolo di Senex
  - Jack Gilford – A Funny Thing Happened on the Way to the Forum
  - Davy Jones – Oliver!
  - Swen Swenson – Little Me
- 1964: Jack Cassidy – She Loves Me nel ruolo di Stephen Kodaly
  - Will Geer – 110 in the Shade
  - Danny Meehan – Funny Girl
  - Charles Nelson Reilly, Hello, Dolly!

- 1965: Victor Spinetti – Oh! What a Lovely War nel ruolo di vari personaggi
  - Jack Cassidy – Fade Out - Fade In
  - James Grout – Half a Sixpence
  - Jerry Orbach – Guys and Dolls
- 1966: Frankie Michaels – Mame nel ruolo di Patrick Dennis
  - Roy Castle – Pickwick
  - John McMartin – Sweet Charity
  - Michael O'Sullivan – It's a Bird...It's a Plane...It's Superman
- 1967: Joel Grey – Cabaret nel ruolo del Maestro delle cerimonie
  - Leon Bibb – A Hand is on the Gate
  - Gordon Dilworth – Walking Happy
  - Edward Winter – Cabaret
- 1968: Hiram Sherman – How Now, Dow Jones nel ruolo di Wingate
  - Scott Jacoby – Golden Rainbow
  - Nikos Kourkoulos – Illya Darling
  - Michael Rupert – The Happy Time
- 1969: Ron Holgate – 1776 nel ruolo di Richard Henry Lee
  - William Daniels – 1776 (Rifiutò la nomination)
  - A. Larry Haine – Promises, Promises
  - Edward Winter – Promises, Promises

### Anni 1970
- 1970: René Auberjonois – Coco nel ruolo di Sebastian Baye
  - Brandon Maggart – Applause
  - George Rose – Coco
- 1971: Keene Curtis – The Rothschilds nel ruolo di vari personaggi
  - Charles Kimbrough – Company
  - Walter Willison – Two by Two
- 1972: Larry Blyden – A Funny Thing Happened on the Way to the Forum nel ruolo du Hysterium
  - Timothy Meyers – Grease
  - Gene Nelson – Follies
  - Ben Vereen – Jesus Christ Superstar
- 1973: George S. Irving – Irene nel ruolo di Madame Lucy
  - Laurence Guittard – A Little Night Music
  - Avon Long – Don't Play Us Cheap
  - Gilbert Price – Lost in the Stars
- 1974: Tommy Tune – Seesaw nel ruolo di David
  - Mark Baker – Candide
  - Ralph Carter – Raisin

- 1975: Ted Ross – The Wiz nel ruolo del leone codardo
  - Tom Aldredge – Where's Charley?
  - John Bottoms – Dance With Me
  - Doug Henning – The Magic Show
  - Gilbert Price – The Night That Made America Famous
  - Richard B. Shull – Goodtime Charley
- 1976: Sammy Williams – A Chorus Line nel ruolo di Paul
  - Robert LuPone – A Chorus Line
  - Charles Repole – Very Good Eddie
  - Isao Sato – Pacific Overtures
- 1977: Lenny Baker – I Love My Wife nel ruolo di Alvin
  - David Kernan – Side by Side by Sondheim
  - Larry Marshall – Porgy and Bess
  - Ned Sherrin – Side by Side by Sondheim
- 1978: Kevin Kline – On the Twentieth Century nel ruolo di Bruce Granit
  - Steven Boockvor – Working
  - Wayne Cilento – Dancin'
  - Rex Everhart – Working
- 1979: Henderson Forsythe – The Best Little Whorehouse in Texas nel ruolo di Sheriff Ed Earl Dodd
  - Richard Cox – Platinum
  - Gregory Hines – Eubie!
  - Ronald Holgate – The Grand Tour

### Anni 1980
- 1980: Mandy Patinkin – Evita nel ruolo di Che
  - David Garrison – A Day in Hollywood/A Night in the Ukraine nel ruolo di Serge B. Samovar
  - Harry Groener – Oklahoma! nel ruolo di Will Parker
  - Bob Gunton – Evita nel ruolo di Perón
- 1981: Hinton Battle – Sophisticated Ladies nel ruolo di vari personaggi
  - Tony Azito – The Pirates of Penzance nel ruolo del sergente di polizia
  - Lee Roy Reams – 42nd Street nel ruolo di Billy Lawlor
  - Paxton Whitehead – Camelot nel ruolo di Re Pellinore
- 1982: Cleavant Derricks – Dreamgirls nel ruolo di James "Thunder" Early
  - Obba Babatundé – Dreamgirls nel ruolo di C.C. White
  - David Alan Grier – The First nel ruolo di Jackie Robinson
  - Bill Hutton – Joseph and the Amazing Technicolor Dreamcoat nel ruolo di Joseph
- 1983: Charles Coles – My One and Only nel ruolo di Mr. Magix
  - Harry Groener – Cats nel ruolo di Munkustrap
  - Stephen Hanan – Cats nel ruolo di Bustopher Jones / Asparagus / Growltiger
  - Lara Teeter – On Your Toes nel ruolo di Junior
- 1984: Hinton Battle – The Tap Dance Kid nel ruolo di Dipsey
  - Stephen Geoffreys – The Human Comedy nel ruolo di Homer
  - Todd Graff – Baby nel ruolo di Danny
  - Samuel E. Wright – The Tap Dance Kid nel ruolo di William

- 1985: Ron Richardson – Big River nel ruolo di Jim
  - René Auberjonois – Big River nel ruolo del Duca
  - Daniel Jenkins – Big River nel ruolo di Huckleberry Finn
  - Kurt Knudson – Take Me Along nel ruolo di Sid Davis
- 1986: Michael Rupert – Sweet Charity nel ruolo di Oscar
  - Christopher d'Amboise – Song and Dance nel ruolo di Joe
  - John Herrera – The Mystery of Edwin Drood nel ruolo di Neville Landless / Mr. Victor Grinstead
  - Howard McGillin – The Mystery of Edwin Drood nel ruolo di John Jasper / Mr. Clive Paget
- 1987: Michael Maguire – Les Misérables nel ruolo di Enjolras
  - George S. Irving – Me and My Girl nel ruolo di Sir John Tremayne
  - Timothy Jerome – Me and My Girl nel ruolo di Herbert Parchester
  - Robert Torti – Starlight Express nel ruolo di Greball
- 1988: Bill McCutcheon – Anything Goes nel ruolo di Moonface Martin
  - Anthony Heald – Anything Goes nel ruolo di Lord Evelyn Oakleigh
  - Werner Klemperer – Cabaret nel ruolo di Herr Schultz
  - Robert Westenberg – Into the Woods nel ruolo di Prince Charming / The Wolf
- 1989: Scott Wise – Jerome Robbins' Broadway nel ruolo di vari personaggi
  - Bunny Briggs – Black and Blue nel ruolo di Hoofer
  - Savion Glover – Black and Blue nel ruolo di Younger Generation
  - Scott Wentworth – Welcome to the Club nel ruolo di Aaron Bates

### Anni 1990
- 1990: Michael Jeter – Grand Hotel nel ruolo di Otto Kringelein
  - René Auberjonois – City of Angels nel ruolo di Irwin S. Irving
  - Kevin Colson – Nel ruolo dipects of Love nel ruolo di George Dillingham
  - Jonathan Hadary – Gypsy nel ruolo di Herbie
- 1991: Hinton Battle – Miss Saigon nel ruolo di John
  - Bruce Adler – Those Were the Days nel ruolo di vari personaggi
  - Gregg Burge – Oh, Kay! nel ruolo di Billy Lyes
  - Willy Falk – Miss Saigon nel ruolo di Chris
- 1992: Scott Waara – The Most Happy Fella nel ruolo di Herman
  - Bruce Adler – Crazy for You nel ruolo di Bela Zangler
  - Keith David – Jelly's Lnel ruolo dit Jam nel ruolo di Chimney Man
  - Jonathan Kaplan – Falsettos nel ruolo di Jasdion
- 1993: Anthony Crivello – Kiss of the Spider Woman nel ruolo di Valentin
  - Michael Cerveris – Tommy nel ruolo di Tommy
  - Gregg Edelman – Anna Karenina nel ruolo di Constantin Levin
  - Paul Kandel – Tommy nel ruolo di Uncle Ernie
- 1994: Jarrod Emick – Damn Yankees nel ruolo di Joe Hardy
  - Tom Aldredge – Passion nel ruolo di Dr. Tambourri
  - Gary Beach – Beauty and the Beast nel ruolo di Lumiere
  - Jonathan Freeman – She Loves Me nel ruolo di Headwaiter

- 1995: George Hearn – Sunset Boulevard nel ruolo di Max Von Mayerling
  - Michel Bell – Show Boat nel ruolo di Joe
  - Joel Blum – Show Boat nel ruolo di Frank
  - Victor Trent Cook – Smokey Joe's Cafe nel ruolo di vari personaggi
- 1996: Wilson Jermaine Heredia – Rent nel ruolo di Angel Dumott Schunard
  - Lewis J. Stadlen - A Funny Thing Happened on the Way to the Forum nel ruolo di Senex
  - Brett Tabisel – Big nel ruolo di Billy
  - Scott Wise – State Fair nel ruolo di Pat Gilbert
- 1997: Chuck Cooper – The Life nel ruolo di Memphis
  - Joel Blum – Steel Pier nel ruolo di Buddy becker
  - André De Shields – Play On! nel ruolo di Jester
  - Sam Harris – The Life nel ruolo di Jojo
- 1998: Ron Rifkin – Cabaret nel ruolo di Herr Schultz
  - Gregg Edelman – 1776 nel ruolo di Edward Rutledge
  - John McMartin – High Society nel ruolo di Zio Willie
  - Samuel E. Wright – The Lion King nel ruolo di Mufasa
- 1999: Roger Bart – You're a Good Man, Charlie Brown nel ruolo di Snoopy
  - Desmond Richardson – Fosse nel ruolo di vari personaggi
  - Ron Taylor – It Ain't Nothin' But the Blues nel ruolo di vari personaggi
  - Scott Wise – Fosse nel ruolo di vari personaggi

### Anni 2000
- 2000: Boyd Gaines – Contact nel ruolo di Michael Wiley
  - Michael Berresse – Kiss Me, Kate nel ruolo di Bill Calhoun/ Lucentio
  - Stephen Spinella – James Joyce's The Dead nel ruolo di Freddy Malins
  - Lee Wilkof – Kiss Me, Kate nel ruolo di First Man
  - Michael Mulheren – Kiss Me, Kate nel ruolo di Second Man
- 2001: Gary Beach – The Producers nel ruolo di Roger DeBris
  - Roger Bart – The Producers nel ruolo di Carmen Ghia
  - John Ellison Conlee – The Fully Monty nel ruolo di Dave Bukatinsky
  - André De Shields – The Full Monty nel ruolo di Noah "Horse" T. Simmons
  - Brad Oscar – The Producers nel ruolo di Franz Liebkind
- 2002: Shuler Hensley – Oklahoma! nel ruolo di Jud Fry
  - Brian d'Arcy James – Sweet Smell of Success nel ruolo di Sidney Falco
  - Gregg Edelman – Into the Woods nel ruolo di The Wolf/ Cinderella's Prince
  - Marc Kudisch – Thoroughly Modern Millie nel ruolo di Trevor Graydon
  - Norbert Leo Butz – Thou Shalt Not nel ruolo di Camille Raquin
- 2003: Dick Latessa – Hairspray nel ruolo di Wilbur Turnblad
  - Michael Cavanaugh – Movin' Out nel ruolo di vari personaggi
  - John Dossett – Gypsy: A Musical Fable nel ruolo di Herbie
  - Corey Reynolds – Hairspray nel ruolo di Seaweed J. Stubbs
  - Keith Roberts – Movin' Out nel ruolo di Tony
- 2004: Michael Cerveris – Assassins nel ruolo di John Wilkes Booth
  - John Cariani – Fiddler on the Roof nel ruolo di Motel the Tailor
  - Raúl Esparza – Taboo nel ruolo di Philip Salon
  - Michael McElroy – Big River nel ruolo di Jim
  - Denis O'Hare – Assassins nel ruolo di Charles Guiteau

- 2005: Dan Fogler – The 25th Annual Putnam County Spelling Bee nel ruolo di William Barfée
  - Marc Kudisch – Chitty Chitty Bang Bang nel ruolo di Baron Bomburst
  - Michael McGrath – Monty Python's Spamalot nel ruolo di Patsy
  - Matthew Morrison – The Light in the Piazza nel ruolo di Fabrizio Nacarelli
  - Christopher Sieber – Monty Python's Spamalot nel ruolo di Sir Galahad
- 2006: Christian Hoff – Jersey Boys nel ruolo di Tommy DeVito
  - Danny Burstein – The Drowsy Chaperone nel ruolo di Adolpho
  - Jim Dale – The Threepenny Opera nel ruolo di Mr. Peachum
  - Brandon Victor Dixon – The Color Purple nel ruolo di Harpo
  - Manoel Felciano – The Demon Barber of Fleet Street nel ruolo di Tobias
- 2007: John Gallagher Jr. – Spring Awakening nel ruolo di Moritz Stiefel
  - Brooks Ashmanskas – Martin Short: Fame Becomes Me nel ruolo di vari personaggi
  - Christian Borle – Legally Blonde: The Musical nel ruolo di Emmett Forrest
  - John Cullum – 110 in the Shade nel ruolo di H.C. Curry
  - David Pittu – LoveMusik nel ruolo di Bertolt Brecht
- 2008: Boyd Gaines – Gypsy: A Musical Fable nel ruolo di Herbie
  - Daniel Breaker – Pnel ruolo dising Strange nel ruolo di Youth
  - Danny Burstein – South Pacific nel ruolo di Luther Billis
  - Robin de Jesús – In the Heights nel ruolo di Sonny
  - Christopher Fitzgerald – Young Frankenstein nel ruolo di Igor
- 2009: Gregory Jbara – Billy Elliot the Musical nel ruolo di Dad
  - David Bologna – Billy Elliot the Musical nel ruolo di Michael Caffrey
  - Marc Kudisch – 9 to 5 nel ruolo di Franklin Hart Jr.
  - Christopher Sieber – Shrek the Musical nel ruolo di Lord Farquaad
  - Will Swenson – Hair nel ruolo di Berger

### Anni 2010
- 2010: Levi Kreis – Million Dollar Quartet nel ruolo di Jerry Lee Lewis
  - Kevin Chamberlin – The Addams Family nel ruolo di Uncle Fester
  - Robin de Jesús – La Cage aux Folles nel ruolo di Jacob
  - Christopher Fitzgerald – Finian's Rainbow nel ruolo di Og
  - Bobby Steggert – Ragtime nel ruolo di Younger Brother
- 2011: John Larroquette – How to Succeed in Business Without Really Trying nel ruolo di J.B. Biggley
  - Colman Domingo – The Scottsboro Boys nel ruolo di Mr. Bones
  - Adam Godley – Anything Goes nel ruolo di Lord Evelyn Oakleigh
  - Forrest McClendon – The Scottsboro Boys nel ruolo di Mr. Tambo
  - Rory O'Malley – The Book of Mormon nel ruolo di Elder McKinely
- 2012: Michael McGrath – Nice Work If You Can Get It nel ruolo di Cookie McGee
  - Phillip Boykin – Porgy and Bess nel ruolo di Crown
  - Michael Cerveris – Evita nel ruolo di Juan Perón
  - David Alan Grier – Porgy and Bess nel ruolo di Sporting Life
  - Josh Young – Jesus Christ Superstar nel ruolo di Judas
- 2013: Gabriel Ebert - Matilda the Musical nel ruolo di Mr. Wormwood
  - Charl Brown - Motown: The Musical nel ruolo di Smokey Robinson
  - Keith Carradine - Hands on a Hardbody nel ruolo di JD Drew
  - Will Chase - The Mystery of Edwin Drood nel ruolo di John Jasper / Mr. Clive Paget
  - Terrence Mann - Pippin nel ruolo di Re Charles
- 2014: James Monroe Iglehart - Aladdin nel ruolo del Genio della lampada
  - Danny Burstein - Cabaret nel ruolo di Herr Schultz
  - Nick Cordero - Bullets Over Broadway nel ruolo di Cheech
  - Joshua Henry - Violet nel ruolo di Flick
  - Jarrod Spector - Beautiful: The Carole King Musical nel ruolo di Barry Mann
- 2015: Christian Borle - Something Rotten! nel ruolo del Bardo
  - Brad Oscar - Something Rotten! nel ruolo di Nostradamus
  - Andy Karl - On the Twentieth Century nel ruolo di Bruce Granit
  - Brandon Uranowitz - An American in Paris nel ruolo di Adam Hochberg
  - Max von Essen - An American in Paris nel ruolo di Henri Baurel

- 2016: Daveed Diggs – Hamilton nei ruoli del Marchese de Lafayette e Thomas Jefferson
  - Brandon Victor Dixon – Shuffle Along nel ruolo di Eubie Blake
  - Christopher Fitzgerald – Waitress nel ruolo di Ogie
  - Jonathan Groff – Hamilton nel ruolo di Giorgio III
  - Christopher Jackson – Hamilton nel ruolo di George Washington
- 2017: Gavin Creel - Hello, Dolly! nel ruolo di Cornelius Hackl
  - Mike Faist - Dear Evan Hansen nel ruolo di Connor Murphy
  - Andrew Rannells - Falsettos nel ruolo di Whizzer Brown
  - Lucas Steele - Natasha, Pierre & The Great Comet of 1812 nel ruolo di Anatole Kuragin
  - Brandon Uranowitz - Falsettos nel ruolo di Mendel
- 2018: Ari'el Stachel - The Band's Visit nel ruolo di Haled
  - Norbert Leo Butz - My Fair Lady nel ruolo di Alfred Doolittle
  - Alexander Gemignani - Carousel nel ruolo di Enoch Snow
  - Grey Henson - Mean Girls nel ruolo di Damian Hubbard
  - Gavin Lee - SpongeBob SquarePants nel ruolo di Squiddi Tentacolo
- 2019: André De Shields - Hadestown nel ruolo di Ermes
  - Andy Grotelueschen - Tootsie nel ruolo di Jeff Slater
  - Patrick Page - Hadestown nel ruolo di Ade
  - Jeremy Pope - Ain’t Too Proud nel ruolo di Eddie Kendricks
  - Ephraim Sykes - Ain't Too Proud nel ruolo di David Ruffin

### Anni 2020
- 2020: Danny Burstein - Moulin Rouge! nel ruolo di Harold Zeigler
  - Derek Klena - Jagged Little Pill nel ruolo di Nick Healy
  - Sean Allan Krill - Jagged Little Pill nel ruolo di Steve Healy
  - Sahr Ngaujah - Moulin Rouge! nel ruolo di Henri de Toulouse-Lautrec
  - Daniel J. Watts - Tina - The Tina Turner Musical nel ruolo di Ike Turner
- 2022: Matt Doyle - Company nel ruolo di Jamie
  - Sidney DuPont - Paradise Square nel ruolo di Washington Henry
  - Jared Grimes - Funny Girl nel ruolo di Eddie Ryan
  - John-Andrew Morrison - A Strange Loop nel ruolo di Thought 3
  - A.J. Shively - Paradise Square nel ruolo di Owen Duignan
- 2023: Alex Newell - Shucked nel ruolo di Lulu
  - Kevin Cahoon - Shucked nel ruolo di Peanut
  - Justin Cooley - Kimberly Akimbo nel ruolo di Seth Weetis
  - Kevin Del Aguila - Some Like It Hot nel ruolo di Osgood Fielding III
  - Jordan Donica - Camelot nel ruolo di Lancillotto
- 2024: Daniel Radcliffe - Merrily We Roll Along nel ruolo di Charley Kringas
  - Roger Bart - Back to the Future: The Musical nel ruolo di Doc Brown
  - Joshua Boone - The Outsiders nel ruolo di Dallas Winston
  - Brandon Victor Dixon . Hell's Kitchen nel ruolo di Davis
  - Sky Lakota-Lynch - The Outsiders nel ruolo di Johnny Cade
  - Steven Skybell – Cabaret at the Kit Kat Club as Herr Schultz
- 2025:
  - Jak Malone – Operation Mincemeat nei ruoli di Hester Leggatt, Bernard Spilsbury e altri
  - Brooks Ashmanskas – Smash nel ruolo di Nigel Davies
  - Jeb Brown – Dead Outlaw nel ruolo di Bandleader/Walter Jarrett
  - Danny Burstein – Gypsy nel ruolo di Herbie
  - Taylor Trensch – Floyd Collins nel ruolo di Skeets Miller

## Attori più premiati
- Hinton Battle (3)
- David Burns (2)
- Boyd Gaines (2)
- Russell Nype (2)
- Hiram Sherman (2)